# Luciano Acosta
Luciano Federico Acosta (Rosario, 31 mei 1994) is een Argentijns voetballer die bij voorkeur als offensieve middenvelder speelt. Sinds maart 2021 speelt hij bij het Amerikaanse FC Cincinnati.

## Clubcarrière
Acosta komt uit de jeugdopleiding van Boca Juniors, dat hem in 2007 weghaalde bij Club Comunicaciones. Op 9 februari 2014 debuteerde hij in de Argentijnse Primera División tegen Newell's Old Boys. Hij mocht na 77 minuten invallen voor Juan Manuel Martínez. In augustus 2014 werd hij gelinkt aan een mogelijke transfer naar Club Brugge.